# Эстрадиола валерат/медроксипрогестерона ацетат

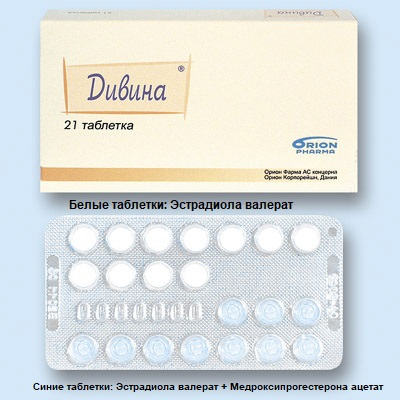
Комбинированный препарат из двух типов таблеток, помеченных разным цветом, который имитирует естественный цикл гормональной активности, характерный для нормального менструального цикла, когда эстрогенная фаза предшествует комбинированной эстроген/прогестагенной фазе, за которой следует менструальноподобное кровотечение, возникающее в течение 1 недели после последнего приёма препарата.

Эстрадиола валерат/медроксипрогестерона ацетат — комбинированный эстрогенно-прогестангенный продукт, который используется в климактерический гормональной терапии и для лечения симптомов менопаузы. Продаётся под торговыми марками Индивина, Дивина и Тридестра. Включает в себя эфир естественного эстрогена (эстрадиола) — эстрадиола валерат и производное естественного прогестерона (17α-гидрокси-6α-метилпрогестерона) — медроксипрогестерона ацетат.
Введение комбинации эстрадиола валерат/медроксипрогестерона ацетат близко имитирует естественный цикл гормональной активности, характерный для нормального менструального цикла, то есть фолликулярная фаза предшествует комбинированной эстроген/прогестагенной фазе, за которой следует менструация.

## Фармакологическое действие
Эстрадиол валерат (эфир эстрадиола) связывается с рецепторами эстрогенов в тканях-мишенях, стимулируя рост эндометрия. Медроксипрогестерона ацетат (синтетическая разновидность прогестерона) связывается с прогестин-специфическими рецепторами и воздействует на эндометрий, переводя его из пролиферативной в секреторную фазу.
Эстрадиола валерат стимулирует рост эндометрия, одновременно увеличивая риск возникновения гиперплазии эндометрия и рака. Медроксипрогестерона ацетат добавляется к эстрадиола валерату для противодействия этому эффекту. Медроксипрогестерона ацетат действует в качестве агониста в прогестероновых, андрогенных и глюкокортикоидных рецепторах. Является прогестином (синтетический вариант гормона прогестерона), намного более мощным, чем природный прогестерон (из-за более сложной молекулярной структуры). В небольшом объёме может связываться с рецепторами эстрогена, что используется для торможения резких пиков при приёме эстрадиола валерата. В больших дозах может подавлять овуляцию.

## Всасывание
После перорального приёма валерат эстрадиола абсорбируется из желудочно-кишечного тракта и быстро гидролизуется до эстрадиола эстеразами. Cmax — через 4—6 часов.

## Метаболизм и выведение
Медроксипрогестерона ацетат подвергается интенсивному метаболизму в печени путём гидроксилирования и конъюгации. Медроксипрогестерона ацетат выводится с мочой и жёлчью.
Метаболиты эстрадиола валерата выводятся с мочой в виде сульфатных конъюгатов и глюкуронида.

## Взаимодействие
Эстрогенный эффект эстрадиола валерата/медроксипрогестерона ацетата может увеличиваться при одновременном приёме с лекарствами, угнетающими микросомальное окисление (такими как циклоспорин и кетоконазол). Ослабляющий эффект оказывают непрямые антикоагулянты, пероральные гипогликемические препараты, ампициллин, гидантоин, тетрациклин, индукторы микросомальных печёночных ферментов (энзимов) (барбитураты, фенитоин), карбамазепин, гризеофульвин, рифампицин.